# Communauté de communes Chablis Villages et Terroirs
La communauté de communes Chablis Villages et Terroirs, est une communauté de communes française située dans le département de l'Yonne, faisant partie de la région Bourgogne-Franche-Comté.

## Histoire
La communauté de communes est créée au 1er janvier 2017 par arrêté du 24 octobre 2016. Elle est formée par fusion de la communauté de communes entre Cure et Yonne (hormis Bois-d'Arcy et Arcy-sur-Cure) et de la communauté de communes du Pays chablisien. 

## Administration
| Période         | Période  | Identité             | Étiquette | Qualité                                                                 |
| --------------- | -------- | -------------------- | --------- | ----------------------------------------------------------------------- |
| Janvier 2017    | 2020     | M. Dominique Charlot | SE        | Ancien maire d'Accolay (2008-2016)                                      |
| 10 Juillet 2020 | En cours | Etienne Boileau      | SE        | 1er adjoint à la Maire de Chablis, Président du PETR du Grand Auxerrois |

## Listes des communes
La communauté de communes est composée des 36 communes suivantes :

| Nom                      | Code Insee | Gentilé           | Superficie (km2) | Population (dernière pop. légale) | Densité (hab./km2) |
| ------------------------ | ---------- | ----------------- | ---------------- | --------------------------------- | ------------------ |
| Chablis (siège)          | 89068      | Chablisiens       | 38,83            | 2 151 (2022)                      | 55                 |
| Aigremont                | 89002      |                   | 6,82             | 71 (2022)                         | 10                 |
| Bazarnes                 | 89030      | Bazarnais         | 19,39            | 414 (2022)                        | 21                 |
| Beine                    | 89034      | Beinois           | 21,57            | 444 (2022)                        | 21                 |
| Béru                     | 89039      |                   | 5,17             | 75 (2022)                         | 15                 |
| Bessy-sur-Cure           | 89040      | Bessyats          | 10,53            | 185 (2022)                        | 18                 |
| Carisey                  | 89062      | Cariséens         | 11,29            | 375 (2022)                        | 33                 |
| La Chapelle-Vaupelteigne | 89081      |                   | 5,04             | 92 (2022)                         | 18                 |
| Chemilly-sur-Serein      | 89095      | Chemilliens       | 13               | 134 (2022)                        | 10                 |
| Chichée                  | 89104      | Chichéens         | 18,78            | 299 (2022)                        | 16                 |
| Courgis                  | 89123      | Courgisiens       | 10,04            | 241 (2022)                        | 24                 |
| Deux Rivières            | 89130      |                   | 31,81            | 1 272 (2022)                      | 40                 |
| Fleys                    | 89168      |                   | 8,17             | 175 (2022)                        | 21                 |
| Fontenay-près-Chablis    | 89175      | Fontaniens        | 5,05             | 136 (2022)                        | 27                 |
| Lichères-près-Aigremont  | 89224      |                   | 16,37            | 156 (2022)                        | 9,5                |
| Lignorelles              | 89226      | Lignorellois      | 11,55            | 186 (2022)                        | 16                 |
| Ligny-le-Châtel          | 89227      | Linéens           | 27,48            | 1 211 (2022)                      | 44                 |
| Lucy-sur-Cure            | 89233      | Lucyats           | 10,58            | 206 (2022)                        | 19                 |
| Mailly-la-Ville          | 89237      | Maillyvillageois  | 23,79            | 494 (2022)                        | 21                 |
| Mailly-le-Château        | 89238      | Mailly-Castellois | 37,28            | 523 (2022)                        | 14                 |
| Maligny                  | 89242      | Malinéens         | 22,28            | 780 (2022)                        | 35                 |
| Méré                     | 89250      | Méréens           | 11,86            | 168 (2022)                        | 14                 |
| Nitry                    | 89277      | Nitriats          | 34,7             | 372 (2022)                        | 11                 |
| Poilly-sur-Serein        | 89303      | Poillysiens       | 21,28            | 243 (2022)                        | 11                 |
| Pontigny                 | 89307      | Pontignatiens     | 11,92            | 774 (2022)                        | 65                 |
| Prégilbert               | 89314      |                   | 6,8              | 180 (2022)                        | 26                 |
| Préhy                    | 89315      |                   | 14               | 164 (2022)                        | 12                 |
| Rouvray                  | 89328      | Rouvraysiens      | 7,59             | 368 (2022)                        | 48                 |
| Saint-Cyr-les-Colons     | 89341      | Saint-cyriens     | 34,77            | 446 (2022)                        | 13                 |
| Sainte-Pallaye           | 89363      | Palladiens        | 4,07             | 98 (2022)                         | 24                 |
| Sery                     | 89394      |                   | 4,26             | 76 (2022)                         | 18                 |
| Trucy-sur-Yonne          | 89424      |                   | 8,31             | 133 (2022)                        | 16                 |
| Varennes                 | 89430      | Varennois         | 10,06            | 330 (2022)                        | 33                 |
| Venouse                  | 89437      | Venousiens        | 7,91             | 291 (2022)                        | 37                 |
| Vermenton                | 89441      | Vermentonnais     | 53,34            | 1 273 (2022)                      | 24                 |
| Villy                    | 89477      | Villiacois        | 5,84             | 102 (2022)                        | 17                 |

## Démographie
| 1968   | 1975   | 1982   | 1990   | 1999   | 2006   | 2011   | 2016   | 2022   |
| ------ | ------ | ------ | ------ | ------ | ------ | ------ | ------ | ------ |
| 14 086 | 13 854 | 13 689 | 14 014 | 14 891 | 15 380 | 15 366 | 15 203 | 14 638 |